# Municipio de Fayette (Indiana)
El municipio de Fayette (en inglés: Fayette Township) es un municipio ubicado en el condado de Vigo en el estado estadounidense de Indiana. En el año 2010 tenía una población de 2630 habitantes y una densidad poblacional de 25 personas por km².

## Geografía
El municipio de Fayette se encuentra ubicado en las coordenadas 39°34′12″N 87°27′49″O / 39.57000, -87.46361. Según la Oficina del Censo de los Estados Unidos, el municipio tiene una superficie total de 105.19 km², de la cual 103.59 km² corresponden a tierra firme y (1.52%) 1.6 km² es agua.

## Demografía
Según el censo de 2010, había 2630 personas residiendo en el municipio de Fayette. La densidad de población era de 25 hab./km². De los 2630 habitantes, el municipio de Fayette estaba compuesto por el 98.44% blancos, el 0.11% eran afroamericanos, el 0.19% eran amerindios, el 0.42% eran asiáticos, el 0.08% eran isleños del Pacífico, el 0.04% eran de otras razas y el 0.72% pertenecían a dos o más razas. Del total de la población el 0.57% eran hispanos o latinos de cualquier raza.